# Lindmania guianensis
Lindmania guianensis är en gräsväxtart som först beskrevs av Johann Georg Beer, och fick sitt nu gällande namn av Carl Christian Mez. Lindmania guianensis ingår i släktet Lindmania och familjen Bromeliaceae.

## Underarter
Arten delas in i följande underarter:
- L. g. guianensis
- L. g. vestita